# Magnifico
Magnifico è un singolo del rapper italiano Fedez, pubblicato il 31 ottobre 2014 come secondo estratto dal quarto album in studio Pop-Hoolista.

## Descrizione
Ottava traccia di Pop-Hoolista, Magnifico ha visto la partecipazione vocale della cantante italiana Francesca Michielin, la quale aveva già collaborato con Fedez al singolo Cigno nero, tratto dal terzo album del rapper Sig. Brainwash - L'arte di accontentare.
La prima versione di Magnifico, scritta da Roberto Casalino e Dardust, è stata rivisitata da Michielin ed inserita nel suo album di20are attraverso il titolo Tutto è magnifico.
Nel 2020 è stato incluso tra i 45 brani più belli della musica italiana all'interno dell'evento radiofonico I Love My Radio.

## Video musicale
Il videoclip, diretto da Cosimo Alemà e prodotto da Anna Scrigni, è stato pubblicato anch'esso il 31 ottobre 2014, attraverso il canale YouTube del rapper.
Nel video Fedez e Michielin cantano il brano mentre passeggiano di notte in una città, accompagnati da molte ragazze.

## Classifiche

### Classifiche settimanali
| Classifica (2014) | Posizione massima |
| ----------------- | ----------------- |
| Italia            | 1                 |

### Classifiche di fine anno
| Classifica (2014) | Posizione |
| ----------------- | --------- |
| Italia            | 22        |
| Classifica (2015) | Posizione |
| Italia            | 13        |